# Daramus ochraceus
Daramus ochraceus là một loài bọ cánh cứng trong họ Cerambycidae.